# Élie-Abel Carrière
Éli-Abel Carrière, född 13 juli 1818 i May-en-Multien, död 17 augusti 1896 i Paris, var en fransk botaniker och författare.
Auktorsnamnet Carrière kan användas för Élie-Abel Carrière i samband med ett vetenskapligt namn inom botaniken; se Wikipediaartiklar som länkar till auktorsnamnet.
Han var särskilt intresserad av Pteridophytes och Spermatophytes (fröväxter) och har beskrivit bland annat följande arter:
- (Acanthaceae)
  - Aphelandra roezlii Carrière
  - Libonia × ''penrhosiensis hort. ex Carrière
  - Rostellaria japonica Carrière
  - Acanthaceae × Sericobonia penrhosiensis (W.Bull ex Carrière) André
  - Acer amoenum Carrière
  - Acer formosum Carrière
  - Acer friederici-guillelmi Carrière
  - Acer jucundum Carrière
  - Acer ornatum Carrière
  - Acer sanguineum Carrière
- (Actinidiaceae)
  - Saurauia sarapiquensis Carrière
- (Agavaceae)
  - Agave consideranti Carrière
  - Beschorneria dubia Carrière
  - Sarcoyucca treculiana (Carrière) Linding.
  - Yucca acuminata hort. ex Carrière
  - Yucca agavoides Horl. ex Carrière
  - Yucca angustifolia Carrière
  - Yucca angustifolia hort. ex Carrière
  - Yucca contorta hort. ex Carrière
  - Yucca draco Carrière
  - Yucca filamentosa f. orchioides (Carrière) Voss
  - Yucca filamentosa Riddell f. orchioides (Carrière) Voss
  - Yucca flaccida Haw. var. orchioides (Carrière) Trel.
  - Yucca flexilis Carrière
  - Yucca gloriosa var. marginata Carrière
  - Yucca gloriosa var. tristis Carrière
  - Yucca gloriosa var. variegata Carrière
  - Yucca japonica hort. ex Carrière
  - Yucca longifolia hort. ex Carrière
  - Yucca lutescens Carrière
  - Yucca orchioides Carrière
  - Yucca parmentieri hort. ex Carrière
  - Yucca pendula Sieber ex Carrière
  - Yucca recurvata hort. ex Carrière
  - Yucca revoluta hort. ex Carrière
  - Yucca stenophylla hort. ex Carrière
  - Yucca tortilis hort. ex Carrière
  - Yucca treculeana Carrière
  - Yucca undulata hort. ex Carrière
- (Amaryllidaceae)
  - Amaryllis blumenavia (K.Koch & C.D.Bouché ex Carrière) Traub
  - Amaryllis rougieri hort. ex Carrière
  - Bechonneria hort. ex Carrière
  - Crinum makoyanum Carrière
  - Eithea blumenavia (K.Koch & C.D.Bouché ex Carrière) Ravenna
  - Griffinia blumenavia K.Koch & C.D.Bouché ex Carrière
  - Vallota grandiflora Carrière
  - Rhus glabra'' var. ''laciniata Carrière
  - Rhus glabra L. f. laciniata (Carrière) B.L.Rob.
  - Rhus osbeckii Carrière
  - Rhus simonii Carrière
  - Ilex camelliifolia Carrière
  - Ilex fischeri hort. ex Carrière
- (Araceae)
  - Anthurium longispathum Carrière
  - Anthurium longispathum Carrière
  - Anthurium scherzerianum var. mme Jules Vallerand Carrière
  - Dieffenbachia bowmanni Carrière
  - Scindapsus anomalus Carrière
  - Xanthosoma barilleti Carrière
- (Araliaceae)
  - Aralia chabrieri hort. ex Carrière
  - Aralia × hybrida Carrière
  - Aralia veitchii hort. ex Carrière
  - Hedera hibernica Carrière
  - Hedera taurica (Hibberd) Carrière
  - Plerandra veitchii (hort. ex Carrière) Lowry, G.M.Plunkett & Frodin
  - Schefflera veitchii (Carrière) Frodin & Lowry
- (Araucariaceae)
  - Araucaria albospica hort. ex Carrière
  - Araucaria elegans hort. ex Carrière
  - Araucaria gracilis hort. ex Carrière
  - Araucaria lanceolata hort. ex Carrière
  - Araucaria muelleri (Carrière) Brongn. & Gris
  - Columbea bidwillii Carrière
  - Columbea bidwillii Carriere
  - Columbea brasiliensis Carrière
  - Columbea imbricata Carrière
  - Dammara rubricaulis Carrière
  - Eutacta cookii Carrière
  - Eutacta humilis Carrière
  - Eutacta minor Carrière
  - Eutacta muelleri Carrière
  - Eutacta pancheri Carrière
  - Eutacta rulei Carrière
  - Eutacta subulata Carrière
  - Eutassa muelleri (Carrière) de Laub.
  - Arecaceae × Microphoenix Naudin ex Carrière
  - Arecaceae × Microphoenix decipiens Naudin ex Carrière
  - Arecaceae × Microphoenix sahutii Carrière
- (Asclepiadaceae)
  - Cynanchum macrorhizon Carrière
- (Asteraceae)
  - Ageratum lasseauxii Carrière
  - Ageratum mexicanum f. lasseauxii (Carrière) Voss
  - Ageratum mexicanum Sims f. lasseauxii (Carrière) Voss
  - Aster myriantus Carrière
  - Carduus verdii Carrière
  - Conoclinium lasseauxii (Carrière) Durieu
  - Eupatorium lasseauxii (Carrière) Olmsted, Coville & H.P.Kelsey
  - Eupatorium lasseauxii (Carrière) Herter
  - Eupatorium panamense (Carrière) N.E.Br.
  - Hebeclinium panamense Carrière

Många ytterligare arter beskrivna av Carrière finns listade i IPNI (Page 2 - 11), totalt 1072 poster.
Carrière var medlem av Societé nationale d'agriculture de France och blev 13 juli 1884 riddare av Hederslegionen